# Robert-Espagne
 Robert-Espagne  là một xã thuộc tỉnh Meuse trong vùng Grand Est đông nam nước Pháp. Xã này nằm ở khu vực có độ cao trung bình 155 mét trên mực nước biển.